# Lorenzo Crespi
Lorenzo Crespi, nome d'arte di Vincenzo Leopizzi  (Messina, 13 agosto 1971), è un attore italiano,  interprete di film e fiction televisive.

## Biografia
A 16 anni e mezzo si trasferisce da Messina a Milano, dove inizia prima a fare i lavori più svariati, come cameriere e buttafuori nelle discoteche.
Nel frattempo muove i primi passi come attore.
Nel 2005, durante le riprese di una miniserie in Calabria va in aiuto di una collega aggredita da due camionisti e viene coinvolto in una rissa. Condannato in primo grado a tre mesi, passa agli arresti domiciliari. Presenta appello ed infine la Corte di Appello di Reggio Calabria dichiara l'improcedibilità per mancanza di querela, essendo venuti a cadere i "futili motivi" che avevano portato alla condanna nel procedimento d'ufficio in primo grado.

### Carriera
Nel 1995 esordisce nel film I buchi neri di Pappi Corsicato: nel cast c'è anche Manuela Arcuri con cui Crespi vive una storia d'amore di un anno.
Nel 1996 recita ne  La sindrome di Stendhal, regia di Dario Argento; inoltre interpreta il ruolo di André de Gomera nella miniserie TV Il ritorno di Sandokan, diretta da Enzo G. Castellari.
Nel 1997 è protagonista, con il ruolo di Geko, del film Porzûs regia di Renzo Martinelli, e grazie alla sua interpretazione riceve il Globo d'Oro della Stampa Estera, come migliore attore esordiente; nello stesso anno interpreta il ruolo di Saro in Marianna Ucrìa, regia di Roberto Faenza, per cui riceve l'Oscar dei Giovani. Nel 2001 è tra i protagonisti del film Tra i due mondi, diretto da Fabio Conversi, nel ruolo di Grifone.
Dopo esser stato protagonista di alcune miniserie, nel 2002 è nel cast della serie TV Carabinieri, regia di Raffaele Mertes, in cui è protagonista nel ruolo di Tommaso Palermo. E dalla quale viene allontanato per problemi di varia natura. Verrà sostituito da Ettore Bassi. Nel 2005  è protagonista della serie in tredici puntate, Gente di mare, regia di Stefano Peyretti e Vittorio De Sisti, e nel 2007 della miniserie Pompei, diretta da Giulio Base.
Nel 2007, inoltre, inizia a girare  Gente di mare 2, ma a maggio entra in forte disaccordo con la produzione e lascia la serie, apparendo solo nelle prime puntate. Al suo posto entra Fabio Fulco. Sempre nello stesso anno, entra nel cast della miniserie TV Mogli a pezzi, regia di Alessandro Benvenuti e Vincenzo Terracciano, e nel film TV Vita da paparazzo, regia di Pier Francesco Pingitore.
Nel 2010 partecipa alla 6ª edizione di Ballando con le stelle, insieme alla ballerina Natalia Titova. Dopo quattro puntate entra in conflitto con i giurati, poi con gli autori e i colleghi partecipanti, accusando anche la produzione di poca chiarezza nel televoto, scorrettezza professionale e disonestà. Dopo queste polemiche, abbandona senza preavviso la trasmissione durante la settima puntata, rendendosi irreperibile e provocando automaticamente la propria squalifica dalla competizione. Nel 2010 lavora per un periodo come cantante a Domenica In dove canta una canzone di Gino Paoli con Lorella Cuccarini. Nel 2012 lavora anche come cantante e ballerino di breakdance per Ti lascio una canzone. 
Nel 2012 è protagonista del videoclip È Natale per noi della rock band Controtempo.
Nel 2014, durante una partecipazione a Domenica Live rivela di essere gravemente ammalato ai polmoni. In seguito, dopo un apparente miglioramento, la malattia ha avuto una sensibile recrudescenza. Per qualche mese ha lavorato come opinionista a Domenica Live fino a settembre 2018. Nel 2022 fa parte della seconda puntata di Màkari 2.

## Filmografia

### Cinema
- I buchi neri, regia di Pappi Corsicato (1995)
- La sindrome di Stendhal, regia di Dario Argento (1996)
- Italiani, regia di Maurizio Ponzi (1996)
- Ninfa plebea, regia di Lina Wertmüller (1996)
- Marianna Ucrìa, regia di Roberto Faenza (1997)
- Porzûs, regia di Renzo Martinelli (1997)
- Stupor mundi, regia di Pasquale Squitieri (1997)
- Tra due mondi, regia di Fabio Conversi (2001)
- Un Hada, cortometraggio, regia di José Militano (2016)

### Fiction televisiva
- Il ritorno di Sandokan - miniserie TV, 4 episodi (1996)
- La principessa e il povero - film TV (1997)
- Operazione Odissea - film TV (1999)
- Donne di mafia - film TV (2001)
- Carabinieri - serie TV, 16 episodi (2001)
- Pompei - miniserie TV, 2 episodi (2007)
- Gente di mare - serie TV, 34 episodi (2005-2007)
- Mogli a pezzi - serie TV (2008)
- Vita da paparazzo - film TV (2008)
- Màkari - serie TV, episodio 2x02 (2022)

### Videoclip musicali
- È Natale per noi dei Controtempo, regia di Nicola Gennari (2012)

## Altri programmi
- Ballando con le stelle 6 (2010)
- Domenica Live (2018) - ospite ricorrente

## Riconoscimenti
- Globo d'Oro come migliore attore rivelazione, assegnato dalla stampa estera (1998)
- Oscar giovanile come miglior giovane attore (1998)
- Premio Giffoni Experience (2002)